# Pottawatomie megye (Kansas)
Pottawatomie megye az Amerikai Egyesült Államokban, azon belül Kansas államban található. Megyeszékhelye Westmoreland, legnagyobb városa Wamego. Lakosainak száma 25 348 fő (2020. április 1.). Pottawatomie megye Marshall, Wabaunsee, Nemaha, Jackson, Shawnee és Riley megyékkel határos.

## Népesség
A megye népességének változása:
| Lakosok száma | 21 733 | 22 044 | 22 369 | 22 691 | 23 298 | 25 348 |
|               | 2010   | 2011   | 2012   | 2013   | 2015   | 2020   |